# Josep Pin y Soler
Josep Pin y Soler (Tarragona, 1842-1927) fue un prosista, traductor y dramaturgo español. Su obra más conocida es La familia dels Garrigas.

## Biografía
Estudió magisterio en Tarragona y más tarde se trasladó a Madrid para cursar la carrera de Filosofía y Letras pero, habiendo participado en los alborotos de la Noche de San Daniel (1865), tuvo que exiliarse. En Marsella, la primera localidad en la que se instaló y en la que trabajó como arquitecto tras probar diversos oficios, escribió sus primeros textos: Quadros de costums marítimes, que envió al diario tarraconense ‘La Prensa’, y su primera novela, obra con la cual inició una trilogía que se publicó en Cataluña diecisiete años después, gracias a Josep Yxart, cuando volvió del exilio el año 1887: La familia dels Garrigas (1887), Jaume (1888) y Níobe (1889). Son los títulos que le han consagrado como narrador. Alícia (que fue premiada en 1921 por el Centro de Lectura de Reus) y el cuento breve Lo miracle del Tallat (1898) completan su obra narrativa. En 1899 se instaló en Barcelona, donde trabajó en la administración de las industrias Güell. A partir de 1890 comenzó a escribir teatro: Sogra y nora (1890), La viudeta (1891), La sirena (1891), La tia Tecleta (1892), La baronesa o bé Nau sense timó (1917) son los títulos más celebrados, seguidos por Alicia o bé parásits (1921), Castell-Florit (1921) y también el tríptico Poruga, Bibiana y Ariana abandonada, La pau reparada, L’enveja y Afinitats. Su teatro representa, fundamentalmente, la incorporación al catalán de la comedia burguesa, el drama histórico y el drama rural. Recogió sus impresiones de viajero en Varia I (1903), Varia II (1905) y Orient, Varia III (1906). Publicó también Reglas morals y de bona criansa (1892), Problemas d'escachs (1899) y Libro de la patria: coloquio sobre cosas y tierras de España (1923), donde expuso sus ideas conservadoras y españolistas, que mantuvo toda la vida, a pesar de la aventura progresista de su juventud. En 1913 publicó en el Diario de Reus una Protesta contra las Normas Ortográficas del Instituto de Estudios Catalanes. Al final de su vida dedicó una especial atención a la obra ajena: publicó un compendio de Sonets d'uns y altres (1904) y 10 volúmenes que denominó Biblioteca d'Humanitats traducidos al catalán por él: Elogi de la follia, Coloquis y el Llibre de civilitat pueril, de Erasmo de Róterdam; la Utopía  de Tomás Moro; Diálechs: de les armes y llinatges de la noblesa d'Espanya de A. Agustí; y Lo princep y Comedias y poemas de Maquiavelo. Ingresó en la Academia de Buenas Letras de Barcelona (1912) y en la de la Lengua Catalana (1917), y presidió los Juegos Florales de Barcelona en 1917. Póstumamente fueren publicados sus Comentaris sobre llibres y autors (1947), muy interesantes por la libertad de criterio y el conocimiento directo y personal que suponen.

## Obras
- La familia dels Garrigas (1887),
- Jaume (1888)
- Níobe (1889).
- Alícia (premiada en 1921 por el Centro de Lectura de Reus)
- Lo miracle del Tallat (1898)
- Sogra y nora (1890),
- La viudeta (1891)
- La sirena (1891)
- La tia Tecleta (1892)
- La baronesa o bé Nau sense timó (1917)
- Alicia o bé paràsits (1921)
- Castell-Florit (1921)
- Poruga, Bibiana y Ariana abandonada,
- La pau reparada,
- L'enveja,
- Afinitats
- Sonets d'uns y altres(1904)
- Comentaris sobre llibres y autors (1947)

## Reconocimientos
El premio Pin i Soler de narrativa lleva ese nombre en su honor.